# Edifício Acaiaca
O Edifício Acaiaca, é um edifício localizado no centro de Belo Horizonte, entre a Avenida Afonso Pena, Rua Tamoios e a Rua Espírito Santo. Foi construído na época da Segunda Guerra Mundial. Projetado em 1943 pelo arquiteto Luiz Pinto Coelho e inaugurado em 1947, o prédio possui 30 andares e 120 metros de altura[carece de fontes?], em estilo art déco e duas efígies de índios na fachada, e também projetadas pelo engenheiro Luiz Pinto Coelho. Já foi o maior arranha-céu da capital mineira e do Brasil[carece de fontes?], ultrapassando o Edifício Martinelli em 1943, e permaneceu na posição até 1947, quando foi inaugurado o Edifício Altino Arantes (161 metros) em São Paulo.

## Origem do nome Acaiaca

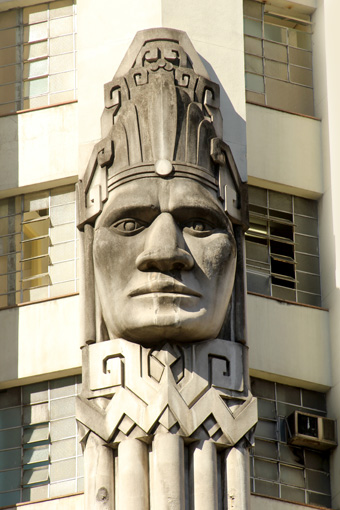
Um dos Índios da fachada do prédio

O nome Acaiaca veio de uma lenda indígena. Diz a lenda que nas proximidades do então Arraial do Tejuco (hoje a cidade de Diamantina) havia uma poderosa tribo de índios que viviam em constante luta com os habitantes do vilarejo e que de vez em quando até invadiam a vila. Numa pequena elevação, perto da taba, havia um belo e frondoso cedrus que os índios, na sua língua, chamavam “acaiaca”.
Contavam eles que, no começo do mundo, o Rio Jequitinhonha e seus afluentes encheram-se tanto que transbordaram, inundando a terra. Os montes e as árvores mais altas ficaram cobertos e todos os índios morreram. Somente um casal escapou, subindo na Acaiaca. Quando as águas baixaram, eles desceram e começaram a povoar a terra novamente.

## Atualmente
O edifício já abrigou cinema, lojas de roupas femininas, boate, escola e serviu também como espaço para a criação de grupos políticos, além de ser a primeira sede da TV Itacolomi, primeira televisão mineira, inaugurada em 1955. Hoje o local reúne escritórios de advocacia, de odontologia. Nos andares 23º, 24º e 25º funciona uma empresa de telemarketing, no primeiro pavimento existia o Cinema Acaiaca, que tinha capacidade para 900 pessoas, e para o qual se formavam grandes filas de espectadores. No espaço que abrigava o antigo cinema, hoje funciona uma igreja evangélica.
O porão, é atualmente usado apenas para carga e descarga, mas serviu como abrigo antiaéreo, já que a ideia da construção era se defender de um suposto ataque alemão à cidade, uma vez que o edifício foi construído durante a Segunda Guerra Mundial.
A sede mineira do Instituto Brasileiro de Geografia e Estatística (IBGE), a faculdade de Filosofia da Universidade Federal de Minas Gerais (UFMG) e o Instituto de Planejamento e Gestão de Cidades (IPGC) também funcionaram no Acaiaca, o que tornava o prédio um polo de cultura.